# 海軍電測学校
海軍電測学校（かいぐんでんそくがっこう）は、大日本帝国海軍における艦船および地上基地でのレーダー探知・操作・維持技術の修得者を養成する教育機関のことである。海軍通信学校から独立し、普通科・高等科・特修科・専攻科を設置した。

## 概要と沿革
レーダー（海軍名電波探信儀）を重要視するのが遅れた帝國海軍では、基礎技術こそ相応のレベルに達してはいたものの、レーダー関連の応用技術開発や要員の養成はあまり活発には行われておらず、電測技術教育は通信学校にて行われていた。

遅々として進まないレーダー・逆探の開発に対して、その技術研究を推進するために、艦政本部隷下の技術研究所と海軍航空本部隷下の空技廠支廠を統合し、海軍省外局の海軍電波本部が1944年（昭和19年）4月20日付で発足した。これに対応して、研究者の拡大と同時に、艦船・地上基地のレーダー技術者の養成をもくろみ、同年9月1日に海軍電測学校が辻堂演習場にも近い神奈川県藤沢市辻堂字浜見山（現・辻堂東海岸）に開かれた。藤沢には航空用電波兵器・光学兵器整備訓練教育を実施する藤沢海軍航空隊が6月に開隊されており、藤沢空と電測学校の連携が図れると考えられた。

電測学校も他の術科学校と同様に4コースが設定され、練習生は現場へ、学生は電波本部や連合艦隊司令部、各艦隊司令部および海護総隊などへと派遣されることとなった。しかしついに満足できるレーダーを開発することができないまま、電波本部は1945年（昭和20年）2月1日をもって空技廠と統合、第二技術廠へと規模を縮小され、子飼いの電測学校も大量養成が困難になった。また、藤沢空の滑走路が隣接していたことから、頻繁に連合軍の爆撃や機銃掃射を受けており、講義も進捗しなかった。

各種術科学校には、7月15日までに繰り上げ修了を実施し、修了者を本土決戦（海軍省コードネーム決号作戦）要員に振り向けるよう通達を受けた。ただし電測学校は特殊任務要員の養成が目的であるため、繰上げ修了・閉校措置は免除され、大東亜戦争終結後の1945年9月に閉校した。跡地は逓信省（現・総務省、日本郵政グループ、NTTグループ）へ引き継がれ、中央無線電信講習所藤沢支所、電気通信大学藤沢分校を経て藤沢市に払い下げられた。藤沢市は1956年（昭和31年）、当地に湘洋中学校を開校した。

## 歴代校長
- 高橋雄次 少将：1944年9月1日 -
- 欠員：1945年6月20日 -
- 牛尾藤雅 少将：1945年7月15日 - 1945年9月15日閉校